# Muzaffarpur (distrikt)
Muzaffarpur (engelska: Muzaffarpur district, nepalesiska: मुजफ्फरपुर जिल्ला, bihari: मुजफ्फरपुर जिला, franska: District de Muzaffarpur, gujarati: મુજફ્ફરપુર જિલ્લો, marathi: मुझफ्फरपूर जिल्हा, oriya: ମୁଜଫରପୁର ଜିଲ୍ଲା, urdu: مظفرپور ضلع) är ett distrikt i Indien.   Det ligger i delstaten Bihar, i den nordöstra delen av landet, 900 km öster om huvudstaden New Delhi. Antalet invånare är 4 801 062. Arean är 3 173 kvadratkilometer. Muzaffarpur gränsar till Sāran.
Terrängen i Muzaffarpur är mycket platt.
Följande samhällen finns i Muzaffarpur:
- Muzaffarpur